# День отца (Доктор Кто)
«День отца» (англ. Father's Day) — восьмая серия первого сезона британского научно-фантастического телесериалa «Доктор Кто». Премьерный показ состоялся 14 мая 2005 года. В главных ролях: Кристофер Экклстон в роли Девятого Доктора и Билли Пайпер в роли его спутницы Розы Тайлер.
В этой серии впервые появляется отец Розы Пит Тайлер (Шон Дингуолл), который впоследствии ещё вернётся во втором сезоне как Пит Тайлер из параллельной вселенной.

## Сюжет
Роза просит Доктора отправиться с ней в день, когда умер её отец, Пит Тайлер. Она хочет быть с ним в этот момент, чтобы он не умирал в одиночестве. Оказавшись на месте, где Пита по дороге на свадьбу друзей должна сбить машина, Роза спасает его. Вместе с Питом она и Доктор отправляются к нему домой. Доктор рассержен и разочарован поступком Розы, ведь из-за того, что в мире остался жив человек, который должен был умереть, изменился весь мир. Доктор заставляет Розу отдать ему ключ от ТАРДИС и уходит. Но, дойдя до ТАРДИС, обнаруживает, что теперь это просто полицейская будка и всё, что было внутри, исчезло. Он спешит к церкви, где проходит свадьба Сары Кларк, куда также поехали Роза с отцом.
На улицах тем временем пропадают люди. Возле церкви Джеки и Пит Тайлеры ссорятся, и Розе больно видеть это. Она видит саму себя в годовалом возрасте.
На них нападают существа, появившиеся из-за раны во времени. Эту рану создала Роза, не дав умереть отцу. Существа питаются людьми, чтобы залатать временную рану. Доктор, Роза, её родители и ещё несколько человек прячутся в церкви, существа не могут проникнуть туда, потому что здание старое. Доктор пытается придумать выход. Роза извиняется перед ним, а он перед ней. Доктор обнаруживает, что ключ от ТАРДИС всё ещё горячий, и понимает, что может вернуть то, что было внутри неё, и таким образом вернуть всех. Он заряжает ключ и оставляет ТАРДИС восстанавливаться, запретив всем трогать ключ.
Существа пожирают всё живое в мире, кроме тех, кто спрятался в старых домах. Роза видит, что на улице всё ещё появляется и исчезает машина, которая должна была сбить Пита. Пит понимает, что Роза — его дочь. Она не говорит ему, что он должен был умереть.
Пит рассказывает обо всём Джеки и даёт Розе подержать саму себя маленькую. Образовавшийся временной парадокс делает существ сильнее, и одно из них врывается в церковь и пожирает Доктора. Одновременно оно задевает ключ, и ТАРДИС исчезает.
Пит понимает, что всё происходит оттого, что Роза не позволила ему умереть. Он также видит машину, которая ещё на улице. Понимая, что другого выхода нет, Питер выходит на улицу и бросается под машину. В последний момент Роза оказывается рядом с ним и не даёт ему умереть в одиночестве.